# クラウディア・ハイル
クラウディア・ハイル（Claudia Heill、1982年1月24日 - 2011年3月31日）は、オーストリア・ウィーン出身の女子柔道家である。彼女は、2004年アテネオリンピック柔道女子63kg級で銀メダルを獲得した。

## 経歴
女子63キロ級の選手として活躍したハイルは、オリンピックに連続2回出場している。初出場のアテネオリンピックでは、決勝まで勝ち進んだものの、日本代表の谷本歩実に敗れ、銀メダルを獲得する結果になった。続く2008年の北京オリンピックでは5位という結果に終わり、次の年に現役から退いている。
引退後は、ジュニア柔道家たちの育成に携わっていたが、2011年3月31日にウィーン市内で建物の6階から転落死した。当初は自殺と報じられていたが、死の原因については自殺か事故死なのか判明していない。

## 主な成績
| 年   | 大会                 | 場所                       | 種目       | 結果 | 記録 |
| ---- | -------------------- | -------------------------- | ---------- | ---- | ---- |
| 2004 | アテネオリンピック   | アテネ（ギリシャ）         | 女子63kg級 | 2位  |      |
| 2008 | 北京オリンピック     | 北京（中国）               | 女子63kg級 | 5位  |      |
| 2001 | ヨーロッパ柔道選手権 | パリ（フランス）           | 女子63kg級 | 2位  |      |
| 2002 | ヨーロッパ柔道選手権 | マリボル（スロベニア）     | 女子63kg級 | 3位  |      |
| 2003 | ヨーロッパ柔道選手権 | デュッセルドルフ（ドイツ） | 女子63kg級 | 3位  |      |
| 2005 | ヨーロッパ柔道選手権 | ロッテルダム（オランダ）   | 女子63kg級 | 2位  |      |
| 2007 | ヨーロッパ柔道選手権 | ベオグラード（セルビア）   | 女子63kg級 | 3位  |      |